# Vankiva
Vankiva est une localité de Suède dans la commune de Hässleholm en Scanie.
Sa population était de 382 habitants en 2019.